# Xaviera Hollander
Xaviera Hollander, född 15 juni 1943 i Surabaya, Indonesien, är en nederländsk skådespelare och författare.
Hollander arbetade under flera år som prostituerad. Hon skrev en bok om detta. The Happy Hooker filmatiserades 1975 med Lynn Redgrave i huvudrollen. Filmen har också fått uppföljare.

## Filmografi
- 2004 – PaPaul (TV-serie, episoden #1.61)
- 1992 – Transit
- 1975 – My Pleasure Is My Business
- 1975 – The Happy Hooker (författare)